# La orfaneta de Menargues o Catalunya agonisant
La Orfaneta de Menargues o Catalunya agonisant és una novel·la històrica i romàntica d'Antoni de Bofarull publicada a Barcelona el 1862. Aquesta obra és la primera novel·la històrica escrita en català després de l'aparició al segle XV de Tirant lo Blanc.
L'obra s'inclou en la tradició historicoromàntica que s'havia introduït a l'estat espanyol gairebé mig segle abans, i en la que hauríem de situar una colla d'autors catalans que abans de Bofarull havien escrit novel·la històrica en castellà sobre temes catalans, com ara Joan Cortada i Víctor Balaguer. En el moment en què apareix, ja és una matèria lleugerament anacrònica. Bofarull s'havia donat a conèixer com a narrador l'any 1846 amb un volum en castellà sobre llegendes catalanes titulat Hazañas y recuerdos, escrit amb la intenció de desvetllar l'amor dels catalans cap al seu passat. Bofarull havia definit la Renaixença com el procés de reaparició a Catalunya del que ell en deia "espíritu histórico", a partir de les idees aparegudes a partir de la Revolució Francesa. Després del llibre de llegendes, Bofarull havia traduït el 1847 Los siete pecados capitales, d'Eugène Sue, un autor francès de temes històrics i socials. El 1850, amb el pseudònim d'Anastasio Timora, va escriure La Mancha del siglo ó las víctimas religiosas, on descriu la crema de convents de Reus a la Bullanga de 1835. La temàtica històrica tenia en Bofarull un bon recorregut.

## Sinopsi
La Orfaneta de Menarges va ser escrita amb una doble finalitat: per una banda, fer una reivindicació històrica de la nacionalitat catalana i per altra d'impulsar el moviment literari en català. És una novel·la que s'ajusta als patrons de l'època. Està estructurada en dues parts, amb un pròleg i un epíleg. Comença a la nit del dia 1 de novembre de 1413, en les últimes hores del setge de Balaguer, en la guerra que va enfrontar els partidaris del Comte d'Urgell i el de Ferran d'Antequera per la Corona d'Aragó, tot i el resultat del Compromís de Casp. Desenvolupa dos fils argumentals que llegim simultàniament: un de caràcter històric i l'altre de ficció, i l'enllaç entre els dos el fan alguns personatges que participen en les dues trames, a més d'un narrador omniscient i omnipresent, que s'identifica amb l'autor. L'obra, de totes maneres, se centra més en la figura del conseller de Barcelona Joan Fiveller que en la pretesa protagonista, Blanqueta. El fil històric comença a principis del segle xv i abraça els tres últims anys del regnat de Ferran d'Antequera. La primera part correspon als mesos que van de novembre a febrer de 1414 amb el rerefons històric de la caiguda de Balaguer i la fi de la guerra, l'empresonament a Lleida i el trasllat a Castella de Jaume d'Urgell i la breu estada del rei a Barcelona després de ser coronat. Hi ha un capítol d'enllaç i l'obra continua del novembre de 1415 al febrer de 1416, amb l'entrevista de Ferran amb Benet XII a Perpinyà, abans del retorn de l'obediència a Roma per part de la Corona, amb l'estada del rei a Barcelona centrada en el conegut episodi del "vectigal de la carn". Després el rei marxa de la capital i mor a Igualada.
L'obra és també una novel·la de fulletó. El prospecte editorial que anunciava l'obra garantia al lector el triomf "de l'honor, la innocència y la bondat o grandesa de ánimo", i el càstig a "La intriga, la maldat y la petitesa de cor". I l'autor ofereix una novel·la d'amors i intrigues amb poc interès. Ens mostra personatges com mestre Nicolau que no fa altra cosa que plorar, però que és capaç de narrar amb vigor l'escena de la rendició de Balaguer, en l'aspecte històric.

## Personatges
El dos personatges centrals, en la part històrica de l'obra, són el rei Ferran i el conseller de Barcelona mossèn Joan Fivaller, i altres personatges menors, alguns amb funcions purament decoratives i ambientals, i altres com el mateix Fivaller, que permeten enllaçar amb la trama novel·lesca. Les figures del Comte d'Urgell, del príncep Alfons, del papa Benet XII i de sant Vicenç Ferrer tenen un paper mínim a la novel·la, però serveixen perquè Bofarull deixi traslluir les seves idees. Considerava que el Compromís de Casp va ser una injusta i nefasta decisió per Catalunya, i qüestionava la validesa i la legitimitat d'aquest Compromís. El tractament dels personatges històrics a la novel·la va sempre en aquesta direcció. L'autor proporciona, gràcies al seu coneixement de la història i sobretot de la seva interpretació de contingut ideològic, una visió de les causes de la decadència de Catalunya. La part de ficció parla dels amors de Blanqueta amb Guillemet. El resultat és una llarga narració que segueix els esquemes marcats per sir Walter Scott, la recreació d'un període important de la història mitjançant la presentació d'uns corrents personatges ficticis de l'època.

## Crítiques i edicions
Malgrat els seus defectes, La Orfaneta de Menargues va ser molt ben rebuda pel públic, en part potser perquè el seu to sintonitzava amb una emotivitat molt viva a l'època, i també pel fet de ser escrita en català. Una comissió de l'Ajuntament de Balaguer va desplaçar-se a Barcelona per felicitar l'autor per aquesta obra. Milà i Fontanals, el 1863 en va publicar una crítica al Diario de Barcelona on tractava l'obra amb benevolència, i li retreia algunes formes lingüístiques inadequades. Gaietà Vidal i Valenciano el 1864 s'emocionava "amb aquella orfaneta". Àngel Guimerà, segons diu l'erudit reusenc Joaquim Santasusagna, va escriure el seu primer poema en català animat pels capítols de La Orfaneta. També diu Santasusagna que vint-i-un anys després d'apareguda, Justin Pépratx encara la considera una obra mestra de la prosa catalana. Els dos autors que han tractat la novel·la amb més duresa han estat Francisco Maria Tubino i Maximiano García Venero, dos autors no catalans en el judici dels quals hi ha una atenció vigilant a les connotacions polítiques de les manifestacions literàries. Tubino va ser molt crític amb la novel·la, cosa que indica que va ser acollida amb recel fora de Catalunya. Arribà a dir que Bofarull presenta una Catalunya esclavitzada per Castella. García Venero, el 1967 diu que la narració del reusenc era de tendència anticastellana.
El 1876 el mateix Bofarull va traduir l'obra al castellà amb el títol Blanquita o, La Huérfana de Menargues: novela histórica. que es va tornar a reeditar en aquesta llengua, ara amb el nom de Blanca, el 1884 i el 1890. En català es va reimprimir en 2 volums el 1900 i el 1919, aquesta última edició amb el text lleugerament alterat i amb un intent de "normalitzar" la llengua. El 1985 hi va haver una altra edició amb l'ortografia regularitzada, publicada per Edicions 62 amb una reimpressió el 1987. El 1993 va sortir una nova edició, a cura de Jordi Tiñena.
L'escriptor i periodista Manuel Angelon va utilitzar a la publicació satírica Un tros de paper el pseudònim de 'L'orfaneta de Menargues' el 1865. El poble de Menàrguens, a la comarca de la Noguera, d'on era originària en la ficció Blanqueta, l'orfeneta protagonista, té el carrer Orfeneta de Menàrguens.